# Gran Premio Antonio Blasco
El Gran Premio Antonio Blasco es uno de los grandes premios que se disputa desde 1979 en el Hipódromo de la Zarzuela de Madrid, durante la temporada de otoño, en el mes de noviembre. La carrera está destinada a caballos y yeguas de dos años en adelante sobre una distancia de 1.400 metros.
La edición de 1993 se denominó Gran Premio Intergeneracional.

## Palmarés[1][2][3]
| Gran Premio Antonio Blasco    |                                                             |                                                             |                                                             |                                                             |                                                             |
| 2024                          | WITIZA (SPA)                                                | Diego Alfonso Sarabia                                       | Óscar Anaya                                                 | Cuadra Rio Cubas                                            | 1400m                                                       |
| 2023                          | LOVE FOR LIFE (FR)                                          | Sylvain Ruis                                                | Aleksandre Tseretelli                                       | Cuadra Wine & Roses                                         | 1400m                                                       |
| 2022                          | RODABALLO (GB)                                              | José Luis Martínez                                          | Guillermo Arizcorreta                                       | Cuadra Pata Negra Racing                                    | 1400m                                                       |
| 2021                          | RODABALLO (GB)                                              | José Luis Martínez                                          | Guillermo Arizcorreta                                       | Cuadra Pata Negra Racing                                    | 1400m                                                       |
| 2020                          | GREAT PROSPECTOR (IRE)                                      | Ignacio Melgarejo                                           | Óscar Anaya                                                 | Cuadra Mallow Gran Canaria                                  | 1400m                                                       |
| 2019                          | RESACON (GB)                                                | Jaime Gelabert                                              | Ioannes Osorio                                              | Cuadra Formentor                                            | 1400m                                                       |
| 2018                          | ANOTHER DAY OF SUN (IRE)                                    | Enzo Corallo                                                | Óscar Anaya                                                 | Cuadra Manolito El Barbero                                  | 1400m                                                       |
| 2017                          | ELECTRA VOICE (GB)                                          | Julien Augé                                                 | José Carlos Cerqueira                                       | Cuadra La Cincha                                            | 1400m                                                       |
| 2016                          | GROWING GLORY (FR)                                          | Stéphane Pasquier                                           | François Rohaut                                             | Cuadra Safsaf                                               | 1400m                                                       |
| 2015                          | DIEGO VALOR (FR)                                            | José Luis Martínez                                          | Alberto Carrasco                                            | Cuadra Odisea                                               | 1400m                                                       |
| 2014                          | DIEGO VALOR (FR)                                            | José Luis Martínez                                          | Alberto Carrasco                                            | Cuadra Odisea                                               | 1400m                                                       |
| 2013                          | MIL AZUL (SPA)                                              | José Luis Martínez                                          | Enrique León                                                | Yeguada Urdiñ-Oriya                                         | 1400m                                                       |
| 2012                          | MIL AZUL (SPA)                                              | Jorge Horcajada                                             | José Luis De Salas                                          | Yeguada Urdiñ-Oriya                                         | 1400m                                                       |
| 2011                          | ABDEL (SPA)                                                 | Jeremy Crocquevieille                                       | Ioannes Osorio                                              | Cuadra Duque de Alburquerque                                | 1400m                                                       |
| 2010                          | PEÑALEN (GB)                                                | Jeremy Crocquevieille                                       | Ioannes Osorio                                              | Cuadra Viguria                                              | 1400m                                                       |
| 2009                          | MARISCAL (IRE)                                              | José Luis Martínez                                          | Mauricio Delcher Poulies                                    | Cuadra Las Rozas                                            | 1400m                                                       |
| 2008                          | LORGAN (IRE)                                                | Jorge Horcajada                                             | Mauricio Delcher Sánchez                                    | Cuadra Miranda                                              | 1400m                                                       |
| 2007                          | LESSING (FR)                                                | Julien Augé                                                 | Yan Durepaire                                               | Cuadra Salmean                                              | 1400m                                                       |
| 2006                          | PRINCE D'ORANGE (FR)                                        | José Luis Martínez                                          | Roberto López                                               | Cuadra Alberto Abajo                                        | 1400m                                                       |
| 2005 - 1997                   | No se disputó debido al cierre del Hipódromo de la Zarzuela | No se disputó debido al cierre del Hipódromo de la Zarzuela | No se disputó debido al cierre del Hipódromo de la Zarzuela | No se disputó debido al cierre del Hipódromo de la Zarzuela | No se disputó debido al cierre del Hipódromo de la Zarzuela |
| 1996                          | ALMAGRO (SPA)                                               | José Luis Borrego                                           | José Manuel Borrego                                         | Cuadra Madara                                               | 1400m                                                       |
| 1995                          | ESTRAGON (SPA)                                              | Mariano Hernández                                           | Román Martín Sánchez                                        | Cuadra Madrileña                                            | 1400m                                                       |
| 1994                          | POLICY MATTER (USA)                                         | John Reid                                                   | Claudio Carudel                                             | Cuadra Alborada                                             | 1400m                                                       |
| Gran Premio Intergeneracional |                                                             |                                                             |                                                             |                                                             |                                                             |
| 1993                          | AL MELODY (SPA)                                             | Bienvenido Moreno                                           | M. Alonso                                                   | Cuadra San Marcial                                          | 1400m                                                       |
| Gran Premio Antonio Blasco    |                                                             |                                                             |                                                             |                                                             |                                                             |
| 1992                          | DOM ALAIN (FR)                                              | Olindo Mongelluzzo                                          | Antonio Peralvo                                             | Cuadra Pleno                                                | 1400m                                                       |
| 1991                          | MELODY SINGER (GB)                                          | Mariano Hernández                                           | Concepción Mínguez                                          | Cuadra Rosa de Lima                                         | 1400m                                                       |
| 1990                          | SHERMAN (SPA)                                               | Vicente Cañizo                                              | Juan Jesús Ceca                                             | Yeguada Cortiñal                                            | 1400m                                                       |
| 1989                          | NAMANTI (IRE)                                               | Bartolome Gelabert                                          | Claudio Carudel                                             | Cuadra Rosales                                              | 1400m                                                       |
| 1988                          | SOCRAM (SPA)                                                | Florentino González                                         | Mario Julio Pérez                                           | Cuadra Amalur                                               | 1400m                                                       |
| 1987                          | CHIKAWA (FR)                                                | Bartolome Gelabert                                          | Isidoro Gómez                                               | Cuadra San Sebastián                                        | 1400m                                                       |
| 1986                          | HABIT (SPA)                                                 | José Carlos Fernández Rodríguez                             | Agustín García                                              | Cuadra Edif                                                 | 1400m                                                       |
| 1985                          | SOUDZOU (FR)                                                | Christian Delcher                                           | Mauricio Delcher Poulies                                    | Cuadra Sabodia                                              | 1400m                                                       |
| 1984                          | RODILES (SPA)                                               | Cristóbal Medina                                            | Juan Jesús Ceca                                             | Cuadra Altea                                                | 1400m                                                       |
| 1983                          | LEYLA (SPA)                                                 | Claudio Carudel                                             | Carlos Manuel Crovalán                                      | Cuadra Rosales                                              | 1400m                                                       |
| 1982                          | LA CASTELLANA (SPA)                                         | Cristóbal Medina                                            | Julio César Martínez                                        | Cuadra Mendoza                                              | 1400m                                                       |
| 1981                          | RIVELLORA (SPA)                                             | Claudio Carudel                                             | Fulgencio de Diego                                          | Cuadra Rosales                                              | 1400m                                                       |
| 1980                          | CHAMARTIN (SPA)                                             | Román Martín Sánchez                                        | Julio César Martínez                                        | Cuadra Mendoza                                              | 1400m                                                       |
| 1979                          | TORMENTO (SPA)                                              | Ceferino Carrasco                                           | Fulgencio de Diego                                          | Cuadra Rosales                                              | 1400m                                                       |